# Nomeer
Het Nomeer is een meer in Zuid-Soedan. Het wordt gevoed door de Bergnijl (de Bahr al Jabal). Het meer is 100 vierkante kilometer en de uitstroom is eigenlijk het officiële beginpunt van de Witte Nijl. Tevens vormt de Bahr el Ghazal de belangrijkste meest westelijke toevoer van het meer en de Witte Nijl.